# Jongo Dito Ribeiro
A Comunidade Jongo Dito Ribeiro consiste em um grupo de indivíduos que vive na periferia da cidade paulista de Campinas e trabalha na preservação da cultura do jongo, dança de origem africana praticada ao som do caxambu. A comunidade, que reúne diversas famílias, realiza festejos em prol da tradição em torno das rodas de jongo, prática organizada e difundida por Benedito Ribeiro a partir de 1932, que é transmitida entre familiares a cada geração.
O grupo busca  manter e difundir a prática do jongo através da memória de Benedito Ribeiro, que inspira, na comunidade, a união de esforços em prol da realização de atividades ligadas à preservação e à reconstituição da ancestralidade que permeia as rodas de jongo, bem como outras manifestações da cultura afro-brasileira. Foi batizado em homenagem ao jongueiro no ano 2000.
Anualmente o Jongo Dito Ribeiro promove o Arraial Afro-Julino, evento realizado na Casa de Cultura Fazenda Roseira, sede do grupo e centro de referência afrocultural. As festividades dão lugar a rodas de jongo e a apresentações de samba, rap, maracatu e outros ritmos ligados a cultura afro, além das estruturas típicas de festa junina. No ano de 2009 a festa foi inserida no calendário oficial do Estado de São Paulo, em reconhecimento a importância do evento como plataforma voltada à promoção da cultura afro e da diversidade.
A comunidade é majoritariamente devota de São Benedito, que é lembrado em todos os eventos e celebrações da comunidade, através de preces e rezas.